# مجدي الكعبي
مجدي الكعبي  (9 يونيو 1961- 28 يونيو 2019) هو لاعب شطرنج تونسي. مُنح لقب أستاذ دولي من الاتحاد الدولي للشطرنج عام 1982. تأهل الكعبي لكأس العالم للشطرنج 2011، حيث هزمه سيرجي كارياكين في الجولة الأولى.
ولد مجدي وعاش في تونس. كان متزوجًَا سابقًا من نائلة زوابي لمدة أقل من عامين وأنجبا خلالها ابنا اسمه أشرف. عثروا عليه إخوته ميتاً في منزله بعد عدة أيام من اختفائه.

## روابط خارجية
- مجدي الكعبي على موقع الاتحاد الدولي للشطرنج (الإنجليزية)
- مجدي الكعبي على موقع مباريات الشطرنج (الإنجليزية)
- مجدي الكعبي على موقع 365Chess.com (الإنجليزية)
- مجدي الكعبي على موقع Chesstempo.com (الإنجليزية)
- مجدي الكعبي على موقع اتحاد المراسلات الدولية للشطرنج (الإنجليزية)
- مجدي الكعبي سجل أولمبياد الشطرنج على موقع OlimpBase.org (الإنجليزية)